# Il clandestino dell'astronave
Il clandestino dell'astronave (Marooned on Mars) è un romanzo di fantascienza per ragazzi scritto dallo scrittore americano Lester Del Rey. Venne pubblicato nel 1952 da John C. Winston Co. con illustrazioni di Alex Schomburg.
Marooned on Mars è stato commissionato come uno dei primi cinque volumi della Winston Science Fiction, una serie di 35 romanzi pubblicati negli anni '50 per un pubblico di adolescenti. Il tipico protagonista di questi libri era un ragazzo nella sua tarda adolescenza abile nell'elettronica, un hobby che era di facile accesso per i lettori.

## Trama
Dopo aver trascorso due settimane sulla Terra per dei test, il diciassettenne Chuck Svenson torna a casa sulla Luna per prepararsi a partire per la prima spedizione su Marte, come operatore radar dell'astronave e tecnico delle comunicazioni. Jeff Foldingchair, pilota della piccola e veloce nave spaziale che è stata inviata per raccogliere Chuck dallo spazioporto nelle Ande, riceve un messaggio che lo informa che la data di decollo della spedizione su Marte è stata anticipata di alcuni giorni per consentire alla nave di evitare uno stormo di meteore che il radar lunare ha rilevato.
Una volta giunto sulla Luna Chuck realizza che essendo il viaggio stato anticipato egli non potrà farvi parte perché avrebbe compiuto diciotto anni, cioè l'età minima consentita per la partenza, proprio nel giorno in precedenza stabilito per la partenza del razzo. Il governatore Braithwaite si ritrova così costretto a sostituire Chuck con un uomo leggermente più vecchio, Lewis Wong.
Dietro suggerimento di Jeff, Chuck sale come clandestino a bordo del razzo Eros e si nasconde nella sezione che tiene i giardini idroponici della nave. Con il suo equipaggio di sei uomini ed un clandestino a bordo, la nave si allontana dalla Luna diretta alla volta di Marte. Chuck viene presto scoperto dall'ingegnere della nave, Richard Steele, e portato dal capitano della nave e dal capo della spedizione, Miles Vance. Ufficialmente Chuck è in stato di arresto e Vance lo rimprovera per aver preso un settimo di ciascuno dei rifornimenti degli altri uomini. Ufficiosamente, tuttavia, ogni membro dell'equipaggio è felice di averlo a bordo.
Mentre la Eros passa davanti allo stormo di meteore individuato dal radar lunare, si imbatte in ciò che il radar lunare non poteva vedere: una nuvola di particelle molto più piccole che circondano i più grandi detriti spaziali. Due delle particelle colpiscono la nave perforandola e danneggiandone i controlli elettronici. Nonostante i tentativi di Chuck e Lewis di ripararli l'atterraggio su Marta si rivela disastroso: il razzo subisce diversi danni ma fortunatamente tutti i membri dell'equipaggio sopravvivono allo schianto. Dopo aver verificato i danni e aver effettuato alcune riparazioni urgenti, essi scoprono di avere a disposizione solamente novanta giorni per eseguire le riparazioni necessarie a poter ripartire e far ritorno sulla Terra.
Durante un'esplorazione sul pianeta l'equipaggio scopre delle strane piante e le rovine di una città dove sono presenti bassorilievi raffiguranti antichi marziani umanoidi. I lavori per le riparazioni proseguono sempre più attivamente. Dopo aver ricevuto un giorno di permesso per potersi riposare, Chuck e il dott. Sokolsky si recano in esplorazione sul pianeta nella speranza di scoprire di più su una serie di canali presenti sul pianeta. Di notte i due scorgono animali con grossi occhi luminosi intenti ad osservarli e al loro risveglio scoprono che sono stati derubati di alcuni oggetti che avevano con loro. Rientrati sull'astronave i due scoprono che numerosi strumenti sono scomparsi misteriosamente. 

## Accoglienza
P. Schuyler Miller ha recensito favorevolmente il romanzo in Astounding, osservando che era contrassegnato dal "tocco della realtà."

## Edizioni
- Lester Del Rey, Il clandestino dell'astronave, I romanzi di Urania n° 2, Arnoldo Mondadori Editore, 1952.